# Liste der portugiesischen Botschafter auf den Marshallinseln
Die Liste der portugiesischen Botschafter auf den Marshallinseln listet die Botschafter der Republik Portugal auf den Marshallinseln auf. Die beiden Staaten richteten nach der marshallischen Unabhängigkeit 1990 direkte diplomatische Beziehungen ein.
Portugal eröffnete danach keine eigene Botschaft auf den Marshallinseln, der portugiesische Botschafter 
auf den Philippinen war zunächst auch für sie zuständig. Seit der Schließung der portugiesischen Botschaft in der philippinischen Hauptstadt Manila 2012 gehören die Marshallinseln zum Amtsbezirk des portugiesischen Botschafters in Australien. Dazu doppelakkreditiert er sich in der marshallischen Hauptstadt Majuro. Bisher hat sich jedoch noch kein portugiesischer Vertreter dort akkreditiert (Stand 2019).

## Missionschefs
| Name                              | Bild           | Amtszeit                              | Anmerkungen                       |
| Marshallinseln                    | Marshallinseln | Marshallinseln                        | Marshallinseln                    |
| --------------------------------- | -------------- | ------------------------------------- | --------------------------------- |
| João Henrique Brito Câmara        |                | 16. Dezember 1996 –9. Februar 2001    | Botschafter mit Amtssitz Manila   |
| João José Gomes Caetano da Silva  |                | 12. September 2001 –28. November 2006 | Botschafter mit Amtssitz Manila   |
| Carlos Manuel Leitão Frota        |                | 18. Januar 2010 –2. Juni 2012         | Botschafter mit Amtssitz Manila   |
| Rui Quartin Santos                |                | 3. Juni 2012 – 2. Dezember 2012       | Botschafter mit Amtssitz Canberra |
| Paulo Jorge Sousa da Cunha Alves  |                | 14. Juni 2013 –7. August 2018         | Botschafter mit Amtssitz Canberra |
| Pedro da Vinha Rodrigues da Silva |                | seit 26. Oktober 2018                 | Botschafter mit Amtssitz Canberra |